# Peter Reberc
Peter Reberc, slovenski pravnik, politik in veleposlanik, * 1966.
Med letoma 2007 in 2010 je bil veleposlanik Republike Slovenije v Španiji.

## Življenjepis
2. novembra 1989, ko se je dotedanje Slovensko krščansko socialno gibanje preoblikovalo v stranko Slovenski krščanski demokrati (SKD), je bil Reberc izvoljen za člana izvršnega odbora SKD, čez dva tedna pa je postal glavni tajnik stranke.
Leta 1990 je bil v starosti 24 let izvoljen v Skupščino Republike Slovenije.
V začetku diplomatske kariere je deloval na Veleposlaništvu Republike Slovenije pri Svetem sedežu; med drugim je od leta 1997 do 1998 bil odpravnik poslov. Je prvi slovenski diplomat, ki je opravil specializacijo iz diplomacije na Diplomatski šoli Španije. V Španiji je doštudiral tudi magisterij. 23. januarja 2007 ga je tedanji predsednik Republike Slovenije Janez Drnovšek imenoval za veleposlanika Republike Slovenije v Španiji. Avgusta 2010 je policija na proti njemu vložila kazensko ovadbo zaradi suma storitve gospodarskih kaznivih dejanj, saj naj bi v času mandata v Španiji pretirano oziroma sumljivo porabljal denar. Že sredi istega meseca ga je (pol leta pred koncem mandata) z mesta veleposlanika odpoklical predsednik Slovenije Danilo Türk; odpoklic je nastopil z dnem 31. avgusta. Diplomat Milan Balažic sicer trdi, da je le izrabil finančne nepravilnosti na veleposlaništvu za odstranitev Reberca, ker je ta nasprotoval arbitražnemu sporazumu s Hrvaško. Vrnil se je v notranjo službo zunanjega ministrstva, kjer pa je ostal do 13. oktobra istega leta, ko je bil odpuščen. Del očitkov iz obtožnice je pred sodnim epilogom zastaral, preostanek obtožbe pa je bil zavržen, ker po mnenju sodišča zaradi psihične motnje ni bil razsoden.
Bil je tudi sodni tolmač za španščino, hrvaščino, angleščino, nemščino in italijanščino.
Od leta 2017 je invalidsko upokojen. Zaradi po njegovem mnenju lažnih obtožb in postopkov proti njemu je vložil tožbo zoper Republiko Slovenijo na Delovno in socialno sodišče v Ljubljani.